# Go for Broke!
Go for Broke! (Brasil: Todos São Valentes / Portugal: Carga Vitoriosa) é um filme norte-americano de 1951, do gênero guerra, dirigido por Robert Pirosh  e estrelado por Van Johnson e Lane Nakano.

## Notas sobre a produção

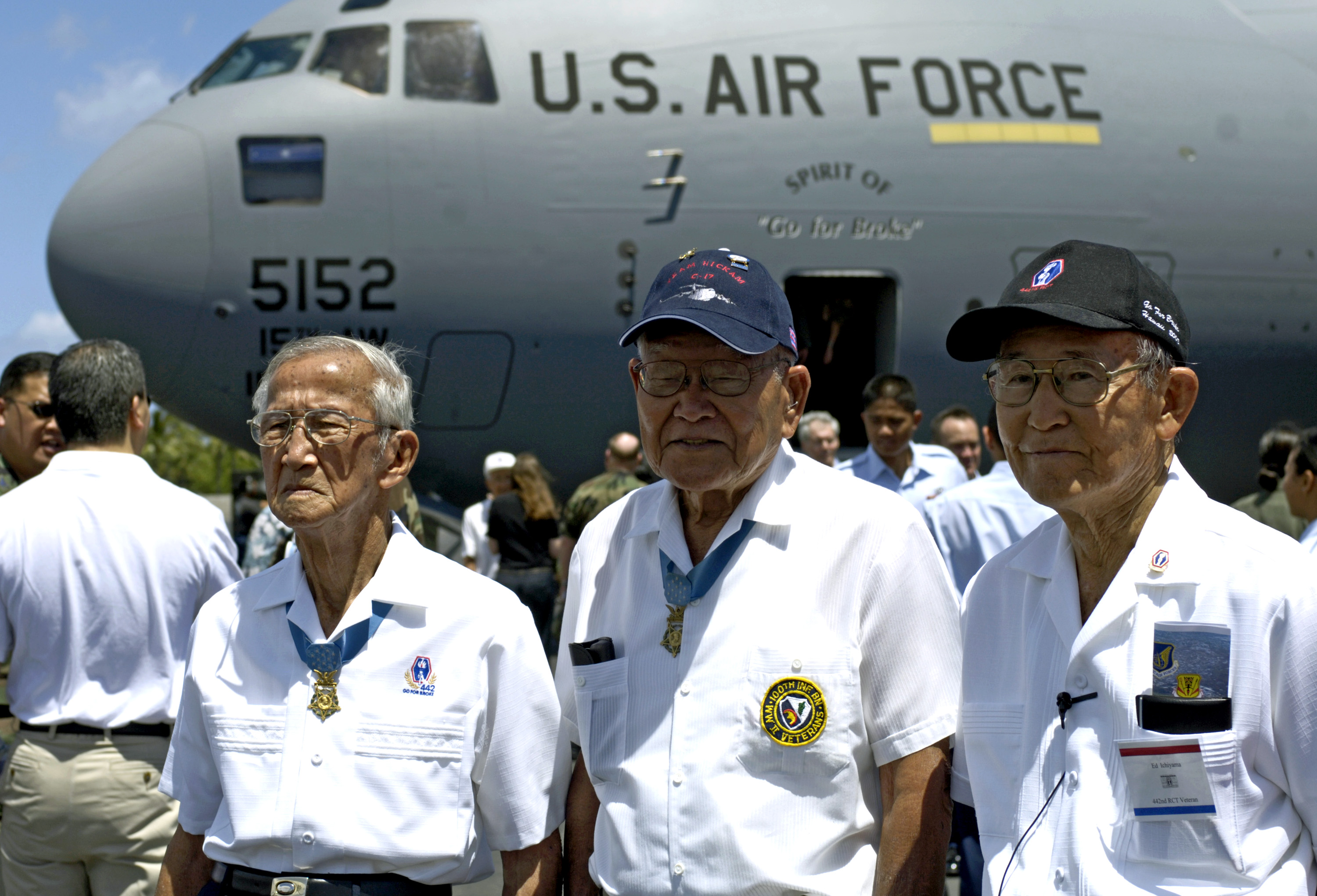
Veteranos do 442.º Regimento, durante cerimônia em base aérea no Havaí, em 14 de junho de 2006

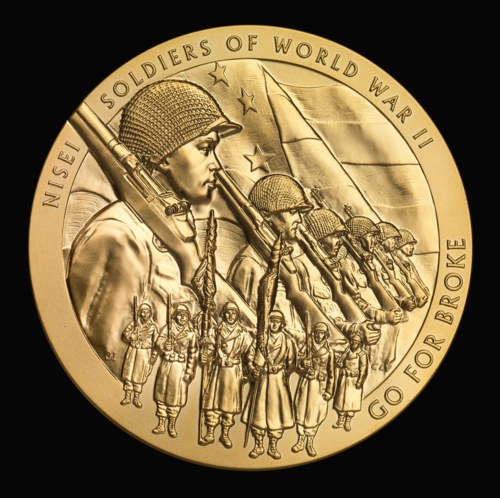
Medalha lançada em 1946 pelo Governo dos Estados Unidos, para homenagear o 442°. Regimento